# 東良慶
東 良慶（あずま りょうけい）は、日本の土木工学者。大阪工業大学工学部都市デザイン工学科准教授。博士（工学）。土木学会関西支部幹事。建設コンサルタンツ協会インフラメンテナンス研究委員会河川分科会学識委員。日本自然災害学会自然災害科学編集委員。
専門は、地球環境工学（地質学/堆積学・環境水理学含む）・土木工学、河川工学・海岸工学、防災工学・自然災害科学（特に津波・水害）。

## 略歴
2000年京都大学大学院工学研究科環境地球工学専攻修士課程修了。2002年京都大学大学院工学研究科環境地球工学専攻博士課程修了。2007年京都大学防災研究所流域災害研究センター沿岸域土砂環境研究領域助教を経て、2016年大阪工業大学工学部都市デザイン工学科に着任、現在は准教授。
主な所属学会は、土木学会、日本水環境学会、日本河川協会、建設コンサルタンツ協会、日本地すべり学会、日本自然災害学会など。
主な著書は、改訂版 図説わかる水理学（共著、学芸出版2017、教科書）、土砂動態学ー山から深海底までの流砂・漂砂・生態系ー（共著、共立出版2020、学術書）。

## 研究
- 流起式可動防波構造体に関する津波対応の研究開発 - 京都大学防災研究所・港湾空港技術研究所との共同研究[6]
- 宮城県沿岸における2011東日本大地震による津波被災について
- 埋没破堤地形の物理探査による同定 〜 木津川下流域を対象として[7]
- モービルマッピングシステムによる河川堤防の高精度計測
- 漂砂と堆積作用の繋がり：野積海岸の底質環境変遷に着目して - 大阪市立大学との共同研究